# Guerra de hash
Una guerra de hash (hash war) es un evento que implica la división y competencia del poder de minado de una criptomoneda en apoyo a consensos diferentes sobre el protocolo.
Durante eventos de este tipo, ambas partes suelen tener como objetivo convertir o mantener el apoyo mayoritario en su versión de la red y defenderla de potenciales ataques de otras facciones. Generalmente, durante una guerra de hash al menos una de las partes no tiene la intención de permitir una división permanente y puede estar dispuesta a provocar reorganizaciones de la cadena competidora en contra de su contrincante para provocar perdidas económicas y socavar su confianza.

## Historia
La primera guerra de has documentado fue la provocada por el conflicto entre las propuestas de Bitcoin ABC y Bitcoin SV node en función a la actualización de Bitcoin Cash del 15 de noviembre de 2018, la cual que culminó el 26 de ese mismo mes tras la adminisión por parte de líderes Bitcoin SV de la permanencia de la división y la adopción de un nuevo nombre para su moneda.